# Aartsbisdom Messina-Lipari-Santa Lucia del Mela
Het aartsbisdom Messina-Lipari-Santa Lucia del Mela (Latijn: Archidioecesis Messanensis-Liparensis-Sanctae Luciae; Italiaans: Arcidiocesi di Messina-Lipari-Santa Lucia del Mela) is een metropolitaan aartsbisdom van de Rooms-Katholieke Kerk op het  Italiaanse eiland Sicilië. De zetel van het aartsbisdom is in Messina. De aartsbisschop van Messina-Lipari-Santa Lucia del Mela is metropoliet van de kerkprovincie Messina-Lipari-Santa Lucia del Mela waartoe ook de volgende suffragane bisdommen behoren:
- Bisdom Nicosia
- Bisdom Patti

## Geschiedenis
Volgens de overlevering zou er in de eerste eeuw na Christus in Messina een bisschop met de naam Bacchilus zijn geweest. De eerste schriftelijk bewezen bisschop van Messina was Eucarpus in 502. In 787 nam bisschop Gaudiosus van Messina deel aan het Tweede Concilie van Nicea. Gregorius van Messina nam in 868 deel aan het Vierde Concilie van Constantinopel.
Na een periode van Aghlabidische overheersing richtte koning Rogier I van Sicilië in Troina een nieuw bisdom op. In 1096 werd de zetel van dit bisdom overgebracht naar Messina. In 1131 werd Messina door tegenpaus Anacletus II tot metropolitaan aartsbisdom verheven. De bisdommen Catania, Cefalù en Lipari-Patti waren de suffragane bisdommen. Deze verheffing werd echter door Rome niet erkend en pas in 1166 door paus Alexander III opnieuw uitgevoerd. Wel werd in 1131 het archimandritaat San Salvatore opgericht. Dit archimandritaat omvatte een groep Byzantijnse kloosters; het werd in 1635 door paus Urbanus VIII verheven tot bisdom.
in de 19e eeuw werden delen van het territorium van Messina afgesplitst en toegevoegd aan de bisdommen Cefalù (1817) en Nicosia (1844). In 1927 werd nog een deel afgestaan aan het bisdom Patti. In 1883 werd het archimandritaat San Salvatore aan het aartsbisdom Messina toegevoegd.
Op 30 september 1986 werden het aartsbisdom Messina, het bisdom Lipari en de prelatuur Santa Lucia del Mela samengevoegd tot het aartsbisdom Messina-Lipari-Santa Lucia del Mela.

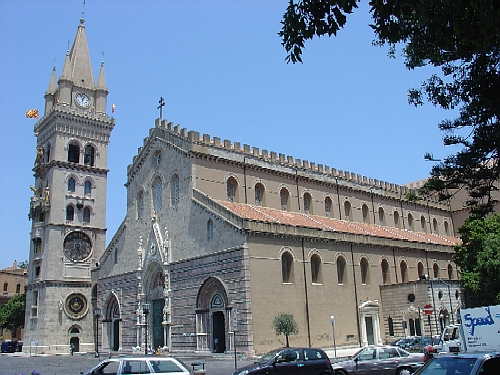
Kathedraal van Messina
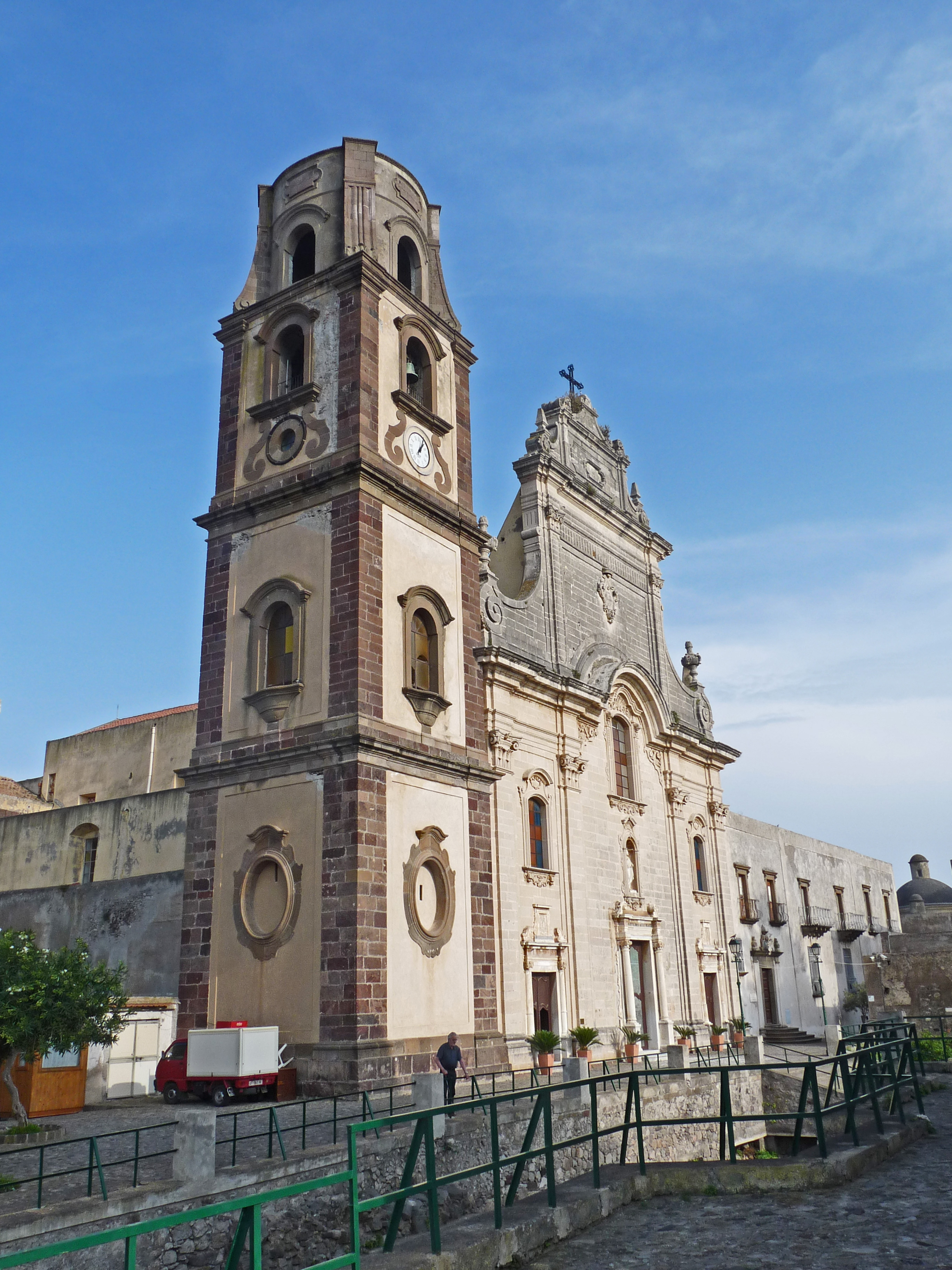
Cokathedraal van Lipari
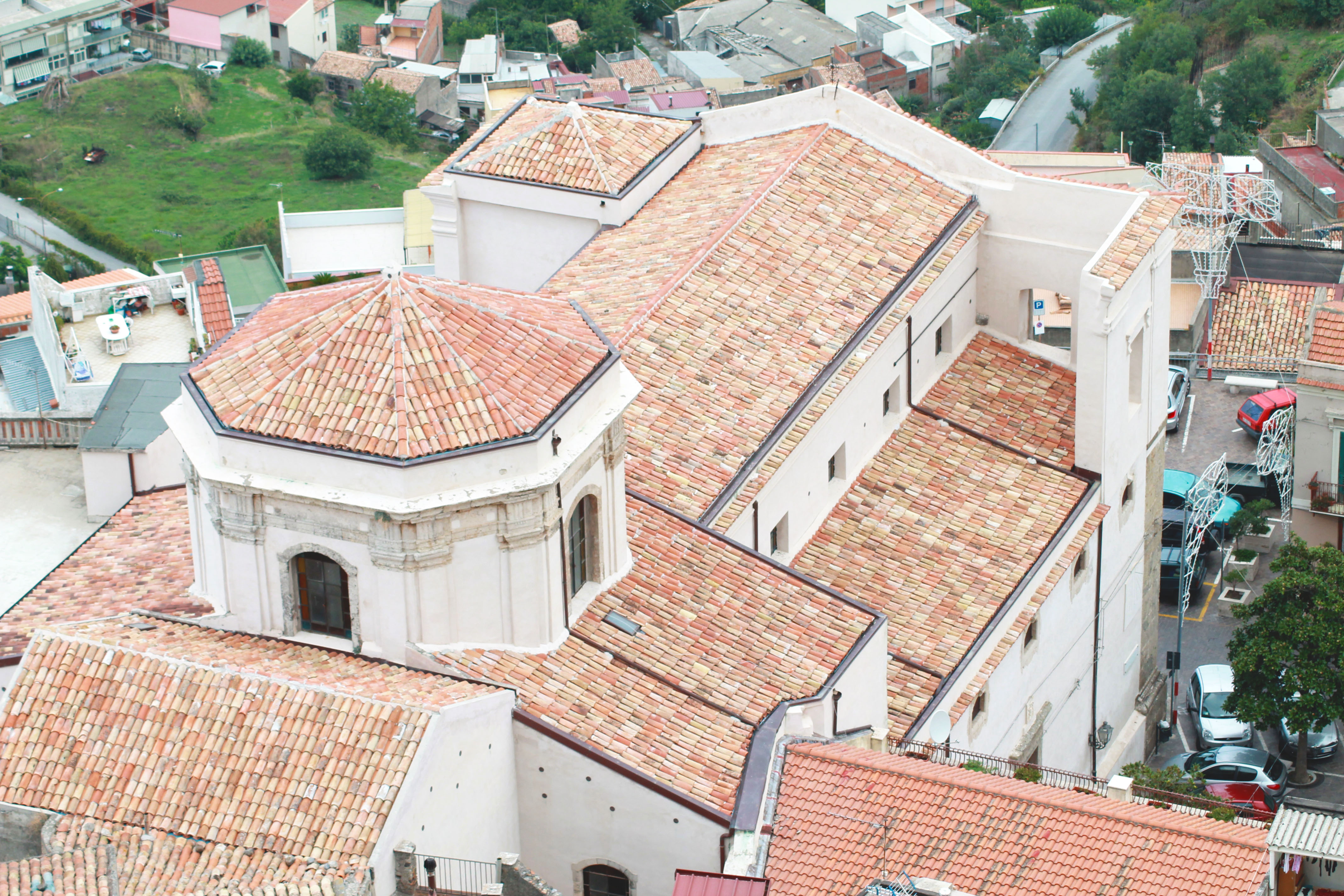
Cokathedraal van Santa Lucia del Mela